# Saint-Didier-d’Aussiat
Saint-Didier-d’Aussiat ist eine französische Gemeinde mit 845 Einwohnern (Stand: 1. Januar 2022) im Département Ain in der Region Auvergne-Rhône-Alpes. Sie gehört zum Kanton Attignat im Arrondissement Bourg-en-Bresse.

## Geographie

### Lage
Saint-Didier-d’Aussiat liegt auf 200 m, etwa 16 Kilometer nordnordwestlich der Präfektur Bourg-en-Bresse, 17 Kilometer östlich der Stadt Mâcon und 61 Kilometer Luftlinie nordnordöstlich der Stadt Lyon. Saint-Didier-d’Aussiat erstreckt sich im südlichen Teil der historischen Provinz Bresse. Das Gemeindegebiet wird im Süden vom Bach Menthon durchquert, der zur Veyle entwässert.

### Topographie
Die Fläche des 15,22 km² großen Gemeindegebiets umfasst einen Teil der südlichen Bresse, einer besonders durch die Landwirtschaft geprägten Ebene zwischen dem Jura-Gebirge und dem Fluss Saône.

### Nachbargemeinden
Nachbargemeinden der Kommune sind Saint-Sulpice und Marsonnas im Norden, Montrevel-en-Bresse im Osten und Nordosten, Saint-Martin-le-Châtel im Osten und Südosten, Curtafond im Süden und Südosten, Confrançon im Süden, Saint-Genis-sur-Menthon im Südwesten sowie Bâgé-Dommartin im Westen und Nordwesten.

### Gemeindegliederung
Die Gemeinde teilt sich auf in das eigentliche Dorf Saint-Didier-d’Aussiat bzw. Aussiat und die Ortschaft Remondage. 

## Geschichte
Erste urkundliche Erwähnungen aus dem Hochmittelalter finden sich im Jahr 1096 mit dem Namen Ouciacum bzw. Oncieux. Später wird die Ortschaft als Arciacum (1266), Ouciaci oder Auxiaci (1415 und 1444) erwähnt. Die Pfarrgemeinde wird seit dem 12. Jahrhundert unter dem Patrozinium Saint-Didier geführt. 
Von 1793 bis 2015 gehörte Saint-Didier-d’Aussiat zum Wahlkreis Montrevel-en-Bresse.

### Bevölkerungsentwicklung
| Jahr                       | 1962 | 1968 | 1975 | 1982 | 1990 | 1999 | 2010 | 2021 |
| -------------------------- | ---- | ---- | ---- | ---- | ---- | ---- | ---- | ---- |
| Einwohner                  | 667  | 608  | 582  | 565  | 594  | 666  | 863  | 850  |
| Quellen: Cassini und INSEE |      |      |      |      |      |      |      |      |

## Sehenswürdigkeiten
- Kirche Saint-Didier aus dem 19. Jahrhundert
- Priorei von Oussiat
- Gutshof von Cossiat, Monument historique

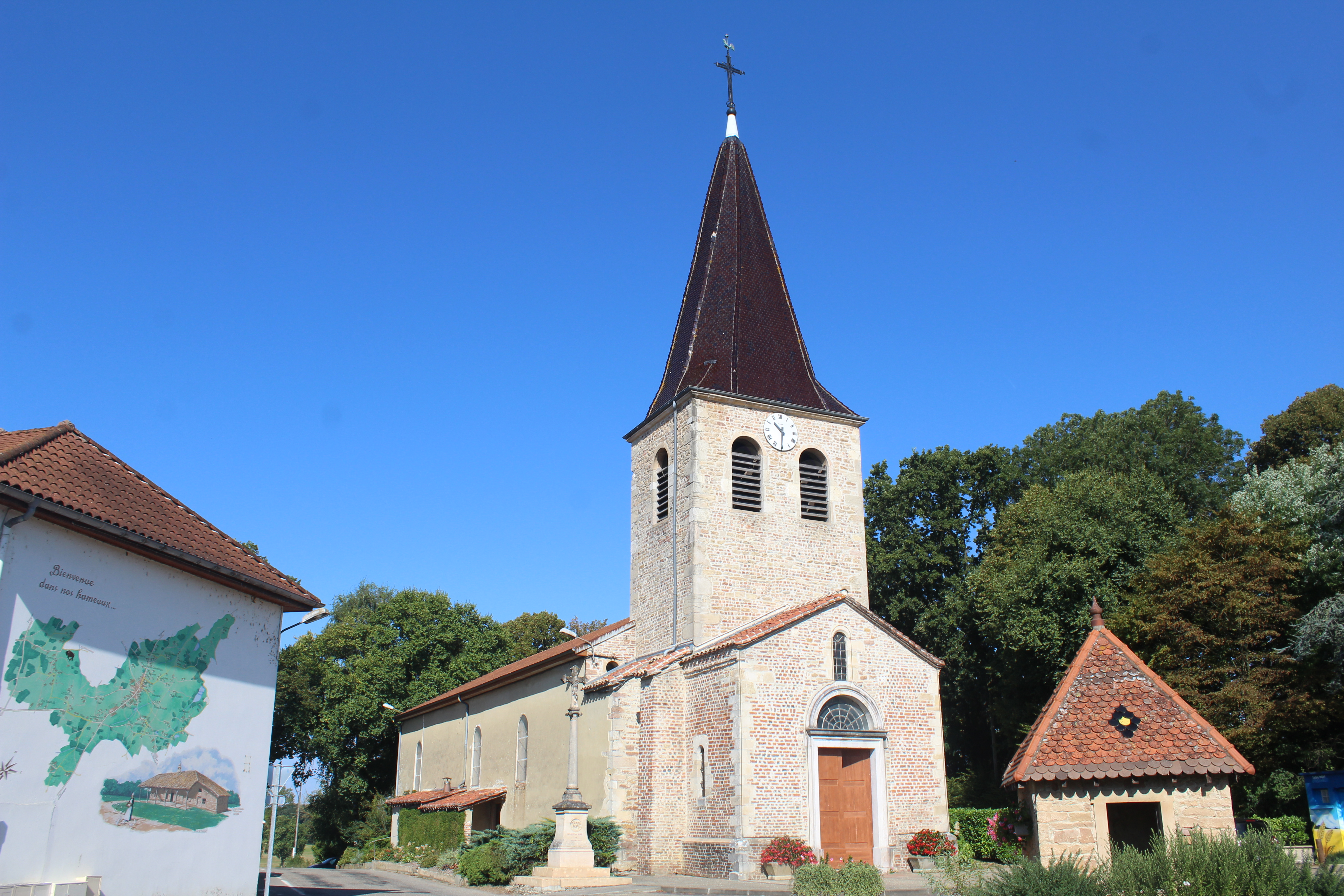
Kirche Saint-Didier
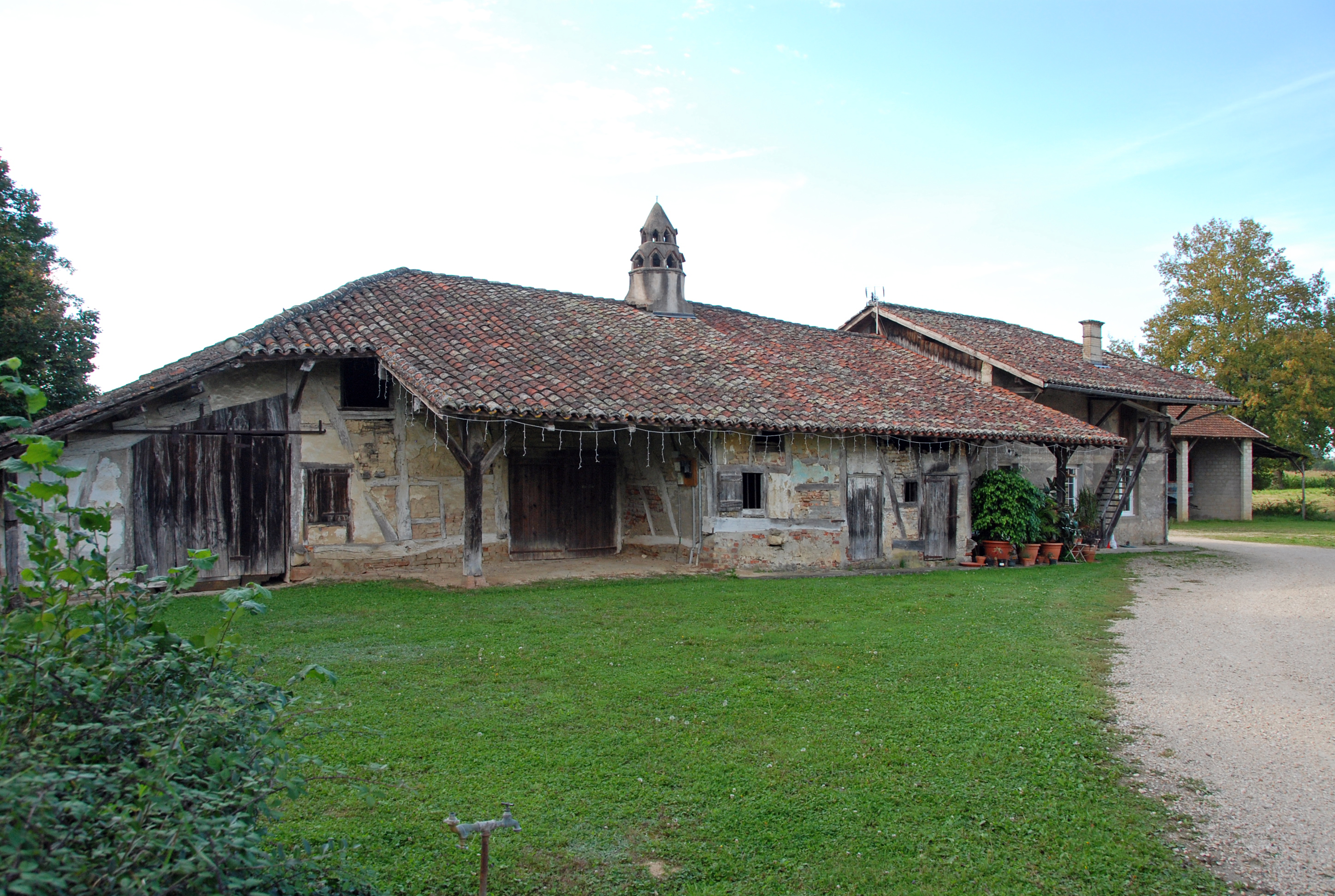
Gutshof von Cossiat
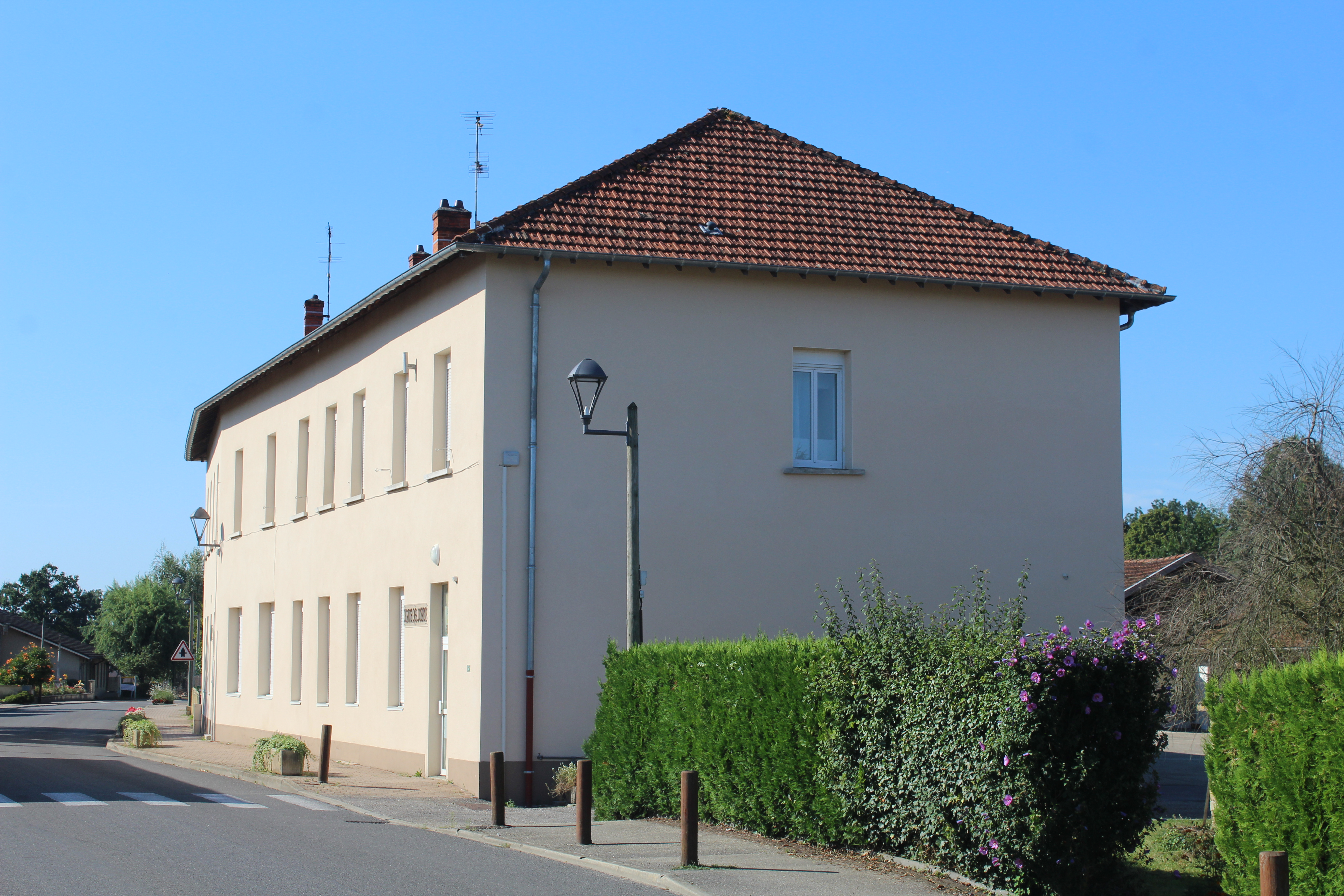
Grundschule
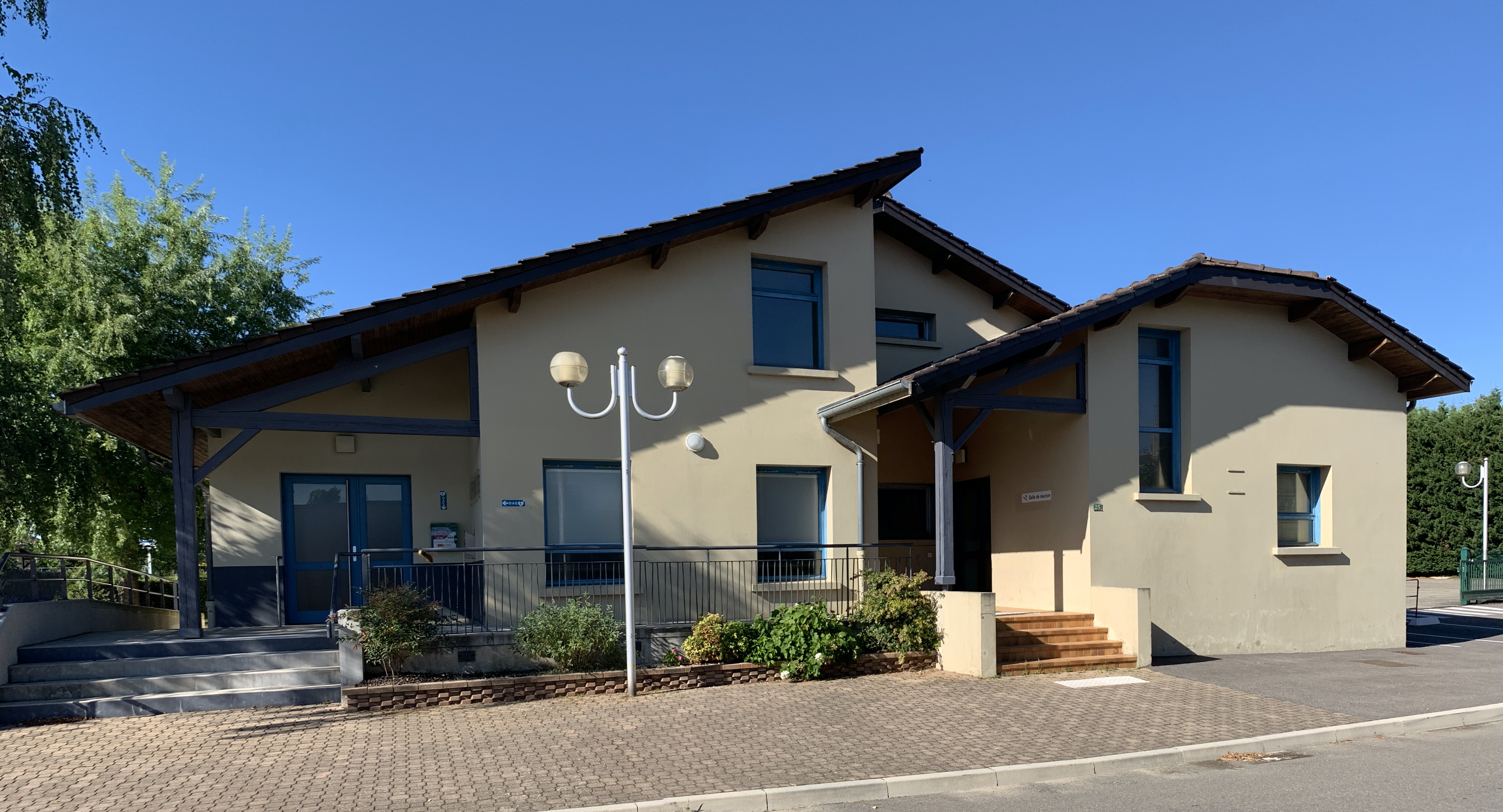
Gemeindefesthalle
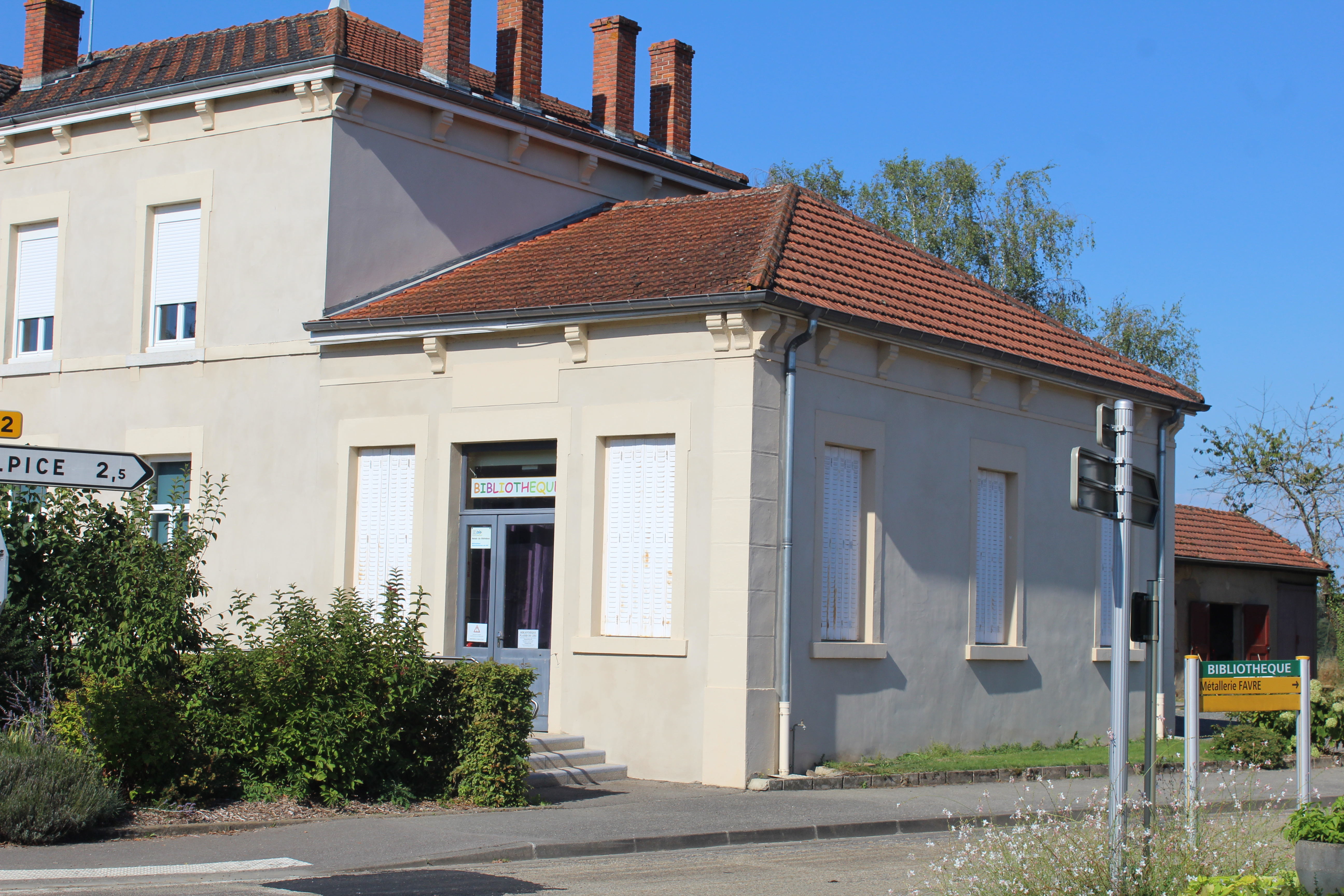
Bibliothek
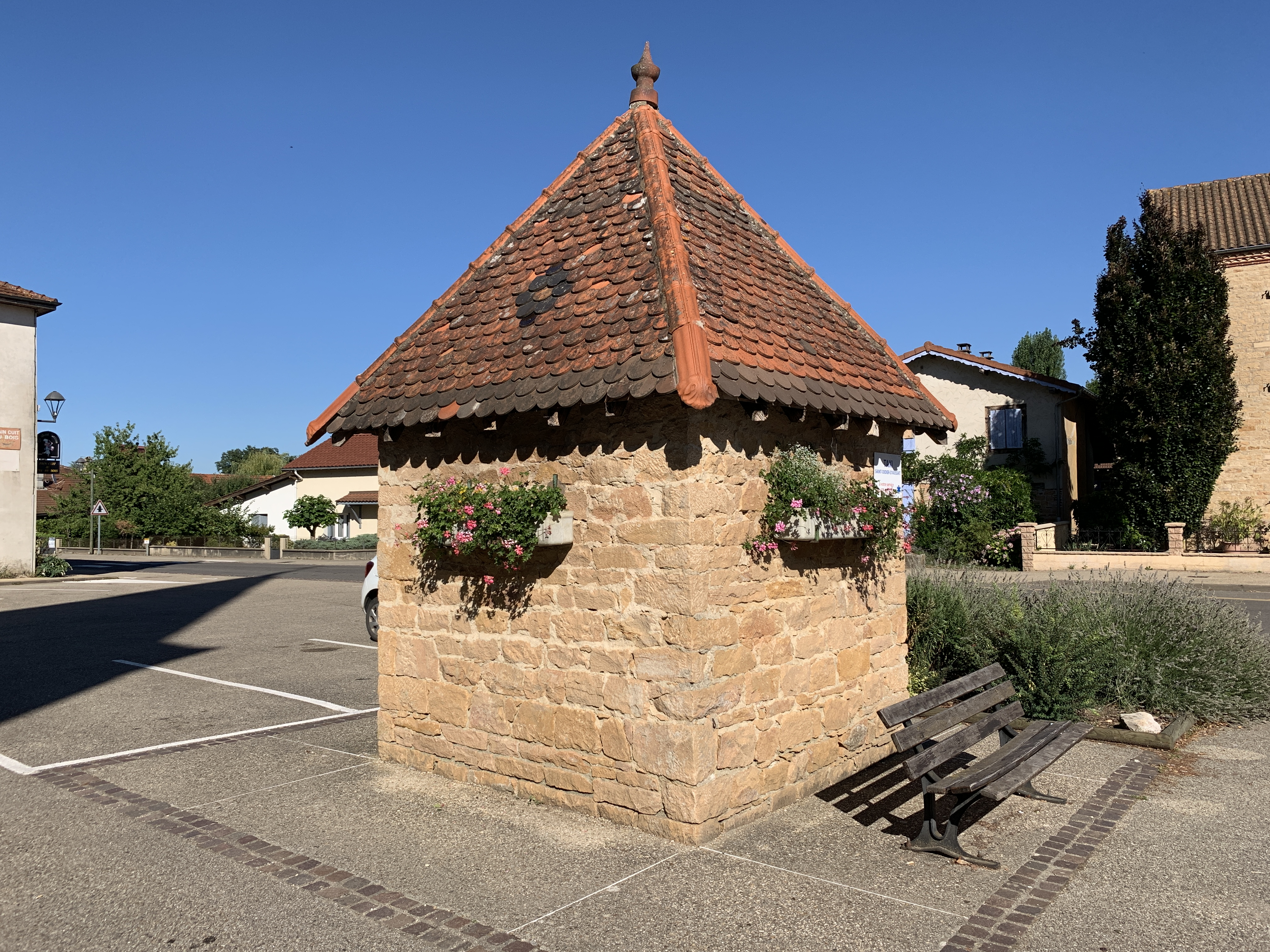
Ehemalige öffentliche Waage
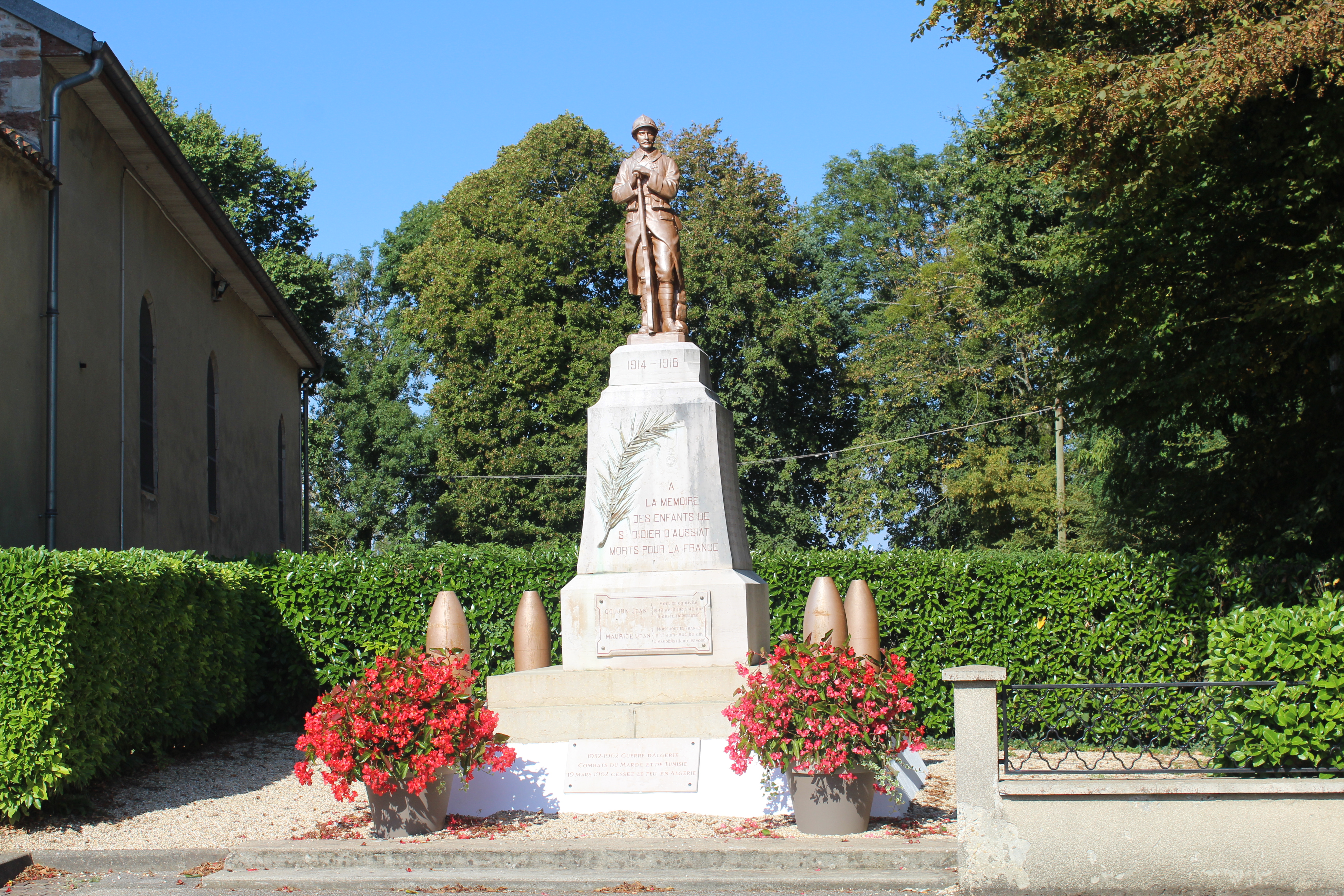
Gefallenendenkmal